# Estación de Les Gobelins
Les Gobelins es una estación de la línea 7 del metro de París situada en el límite de los Distritos V y XIII de la ciudad.

## Historia
La estación se inauguró 15 de febrero de 1930, como parte de la línea 10. Un año después se integró en la línea 7. 
Debe su nombre a la manufactura de Les Gobelins.

## Descripción
Se compone de dos andenes laterales ligeramente curvados de 105 metros de longitud y de dos vías.
Está diseñada en bóveda elíptica revestida completamente de los clásicos azulejos blancos biselados del metro parisino, con la única excepción del zócalo que es de color marrón. Los paneles publicitarios emplean un marco dorado con adornos en la parte superior. 
Su iluminación ha sido renovada empleando el modelo vagues (olas) con estructuras casi adheridas a la bóveda que sobrevuelan ambos andenes proyectando la luz en varias direcciones.
La señalización por su parte usa la tipografía CMP donde el nombre de la estación aparece sobre un fondo de azulejos azules en letras blancas. Por último, los asientos son rojos, individualizados y de tipo Motte.

## Accesos
La estación dispone de cuatro accesos, todos ellos en la avenida des Gobelins.